# 85. Infanterie-Brigade (Deutsches Kaiserreich)
Die 85. Infanterie-Brigade war ein von 1897 bis 1915 bestehender Großverband der Preußischen Armee.

## Geschichte
Die Brigade wurde zum 1. April 1897 in Straßburg aufgestellt und ihr waren die Infanterie-Regiment Nr. 171 und 172 sowie das Sächsische 6. Infanterie-Regiment Nr. 105 „König Wilhelm II. von Württemberg“ unterstellt. Gemeinsam mit der 59. und 60. Infanterie- sowie der 30. Kavallerie-Brigade bildete sie die 30. Division des XV. Armee-Korps.
Zum 1. April 1901 traten die Infanterie-Regimenter Nr. 171 und 172 unter das Kommando der 82. Infanterie-Brigade. Dafür trat das Infanterie-Regiment Nr. 138 unter das Brigadekommando. Dieser Verband trat zum 1. Oktober 1912 zur 59. Infanterie-Brigade und wurde durch das 4. Lothringische Infanterie-Regiment Nr. 136 ersetzt.

### Erster Weltkrieg
Nach der Mobilmachung anlässlich des Ersten Weltkrieges nahm die Brigade bei der übergeordneten 30. Infanterie-Division an den Schlachten in Lothringen und vor Nancy-Epinal teil. Daran schlossen sich Mitte September 1914 für einen Monat Kämpfe an der Aisne an, bevor sie in den Stellungskrieg in Flandern trat. Dort kämpften die Verbände in der Ersten Flandernschlacht und lag im Anschluss an der Yser-Front.
Am 3. April 1915 wurde die Brigade aufgelöst und der Stab zur Bildung der 115. Infanterie-Division herangezogen. Die beiden bislang unterstellen Infanterieregimenter traten zur 60. Infanterie-Brigade.

## Kommandeure
| Dienstgrad   | Name                    | Datum                                                          |
| ------------ | ----------------------- | -------------------------------------------------------------- |
| Generalmajor | Georg von Manstein      | 22. März 1897 bis 2. Juli 1899                                 |
| Generalmajor | Leo von Weiher          | 03. Juli 1899 bis 21. April 1902                               |
| Oberst       | Waldemar von Hennigs    | 22. April bis 18. Juni 1902 (mit der Führung beauftragt)       |
| Generalmajor | Waldemar von Hennigs    | 19. Juni 1902 bis 19. Juli 1904                                |
| Oberst       | Eberhard von Rheinbaben | 20. Juli 1904 bis 26. Januar 1905 (mit der Führung beauftragt) |
| Generalmajor | Eberhard von Rheinbaben | 27. Januar 1905 bis 12. Februar 1906                           |
| Generalmajor | Viktor Strauß           | 13. Februar 1906 bis 26. Januar 1909                           |
| Generalmajor | Karl von Borries        | 27. Januar 1909 bis 12. September 1911                         |
| Generalmajor | Eduard von Adriani      | 13. September 1911 bis 21. April 1914                          |
| Generalmajor | Erich Ludendorff        | 22. April bis 1. August 1914                                   |
| Oberst       | Georg Nagel             | 02. August 1914 bis 3. April 1915 (Auflösung)                  |